# 놀아주는 여자
《놀아주는 여자》는 2024년 6월 12일부터 2024년 8월 1일까지 방송된 JTBC 수목 드라마다.

## 기획 의도
어두운 과거를 청산한 큰 형님 지환과 아이들과 놀아주는 미니 언니 은하의 반전 충만 설렘 충전 로맨스 드라마

## 제작진

### 제작사
- 베이스스토리
- SLL
- 아이오케이컴퍼니

### 제작
- 김정미
- 한성구

### 극본
- 나경

### 연출
- 김영환 : 중국 소후닷컴·SBS 4부작 특집 드라마 《고호의 별이 빛나는 밤에》(공동 연출), KBS 2TV 월화 드라마 《흑기사》(공동 연출), SBS 월화 드라마 《서른이지만 열일곱입니다》(공동 연출), SBS 금토 드라마 《의사요한》(공동 연출), MBN 월화 드라마 《나의 위험한 아내》(공동 연출), tvN 월화 드라마 《고스트 닥터》(공동 연출), SBS 금토 드라마 《오늘의 웹툰》(공동 연출) 연출
- 김우현 : JTBC 월화 드라마 《라이프》(프로듀서) 연출

## 등장 인물

### 주요 인물
- 엄태구 : 서지환 (남, 36세) / 윤현우 역 - 육가공업체 <목마른 사슴> 대표, 태평의 아들. (아역: 이주원(어린), 정유근(소년))
- 한선화 : 고은하 (여, 30세) 역 - <마카롱 소프트> 소속 키즈 크리에이터(아역: 권단아)
- 권율 : 장현우 (남, 36세) 역 - <서울중앙지검> 강력범죄수사부 검사

### 사슴들
- 김현진 : 주일영 (남, 29세) 역 - <목마른 사슴> 총괄본부장
- 양현민 : 곽재수 (남, 39세) 역 - <목마른 사슴> 고객관리팀장
- 이유준 : 정만호 (남, 32세) 역 - <목마른 사슴> 제품개발팀장
- 문동혁 : 양홍기 (남, 28세) 역 - <목마른 사슴> 홍보마케팅팀장
- 박재찬 : 이동희 (남, 22세) 역 - <목마른 사슴> 대표 비서, 앳된 미모. 맑고 순진한 느낌.

### 미호네
- 문지인 : 구미호 (여, 30세) 역 - <미호헤어> 원장, 은하의 베프.
- 이병준 : 구필승 (남, 60대 초반) 역 - 과일가게 주인
- 윤진성 : 미호 모 (여, 60대 초반) 역 - 과일가게 주인

### 마카롱소프트
- 송서린 : 강예나 (여, 27세) 역 - <마카롱 소프트> 소속 키즈 크리에이터
- 연제욱 : 마영호 (남, 40대 초반) 역 - <마카롱 소프트> 대표, 다수의 크리에이터를 보유한 MCN회사 대표.
- 조현식 : 이 피디 (남, 34세) 역 - <마카롱 소프트> 피디, 은하의 담당 피디로 유치한 CG를 집어넣는 게 주업무.

### 야옹이파
- 임철수 : 고양희 (남, 40대 중반) 역 - <야옹이파> 보스
- 김현준 : 이강길 (남, 32세) 역 - <야옹컴퍼니> 총괄본부장
- 김뢰하 : 서태평 (남, 60대 중반) 역 - 과거 <불독파> 보스, 지환의 아버지. 현재 감옥에서 수감 중.

### 서울중앙지검
- 박철민 : 오 계장 (남, 50대 중반) 역 - <서울중앙지검> 강력범죄수사부 수사관
- 신수현 : 송 실무관 (여, 30대 초반) 역 - <서울중앙지검> 강력범죄수사부 실무관, 굵은 뿔테 안경에 속을 알 수 없는 시니컬한 표정. 사실은 강력범죄수사부 사람들을 누구보다 살뜰히 지켜보고 가장 중요한 타이밍에 결정적 말을 무심히 툭툭 던지는, 강력범죄수사부의 숨은 에이스.

### 그 외 인물
- 황현정 : 채승희 역
- 심지유: 정연이 역
- 김현규 : 정윤택 역
- 안태환 : 채승희의 오빠 역

### 특별 출연
- 김영옥 : 현우네 만두집 사장 역 (1회)
- 서남용 : 윤현우 역 - 10년째 공시 준비 중인 공시생 (1회)
- 하동훈 : 송현우 역 - 행복 사랑 약국 약사 (1회)
- 김고은 : 송현우의 아내 역 (1회)
- 최다니엘 : 약국 앞을 지나가던 행인 역 (1회)
- 성동일 : 전직 오봉파 두목 역 (1회)
- 오나라 : 은하의 어머니 역 - 어린시절회상장면 (3회)
- 왕지원 : 장현우의 맞선녀 역 (3회)
- 이준 : 구준경 역 - 고은하의 맞선남역 (9회)

## 시청률
| 2024년 | 2024년   | 2024년            | 2024년            |
| 회차   | 방송일   | 닐슨코리아 시청률 | 닐슨코리아 시청률 |
| 회차   | 방송일   | 대한민국(전국)    | 수도권(서울)      |
| ------ | -------- | ----------------- | ----------------- |
| 제1회  | 6월 12일 | 2.297%            | 2.208%            |
| 제2회  | 6월 13일 | 2.185%            | 1.875%            |
| 제3회  | 6월 19일 | 1.852%            | -                 |
| 제4회  | 6월 20일 | 2.284%            | 2.040%            |
| 제5회  | 6월 26일 | 2.351%            | 2.176%            |
| 제6회  | 6월 27일 | 2.626%            | 2.503%            |
| 제7회  | 7월 3일  | 2.488%            | 2.442%            |
| 제8회  | 7월 4일  | 2.759%            | 2.801%            |
| 제9회  | 7월 10일 | 2.625%            | 2.542%            |
| 제10회 | 7월 11일 | 3.003%            | 2.699%            |
| 제11회 | 7월 17일 | 2.863%            | 2.916%            |
| 제12회 | 7월 18일 | 2.710%            | 2.552%            |
| 제13회 | 7월 24일 | 2.640%            | 2.730%            |
| 제14회 | 7월 25일 | 2.322%            | -                 |
| 제15회 | 7월 31일 | 2.813%            | 2.416%            |
| 제16회 | 8월 1일  | 2.939%            | 2.366%            |

## 수상 목록
- 2024년 제11회 서울국제영화대상 심사위원 특별상 (엄태구)